# Espacio de Schwartz
En matemáticas, un espacio de Schwartz es un espacio funcional de funciones de decrecimiento rápido. Este tipo de espacio tiene la propiedad interesante de que la transformada de Fourier es un automorfismo de este espacio. Esta propiedad permite, por dualidad, extender la definición de la transformada de Fourier a funciones generalizadas pertenecientes al espacio dual del espacio de Schwartz.
Este tipo de espacios se nombra así en honor a Laurent Schwartz. Una función del espacio de Schwartz se llama a veces función de Schwartz.

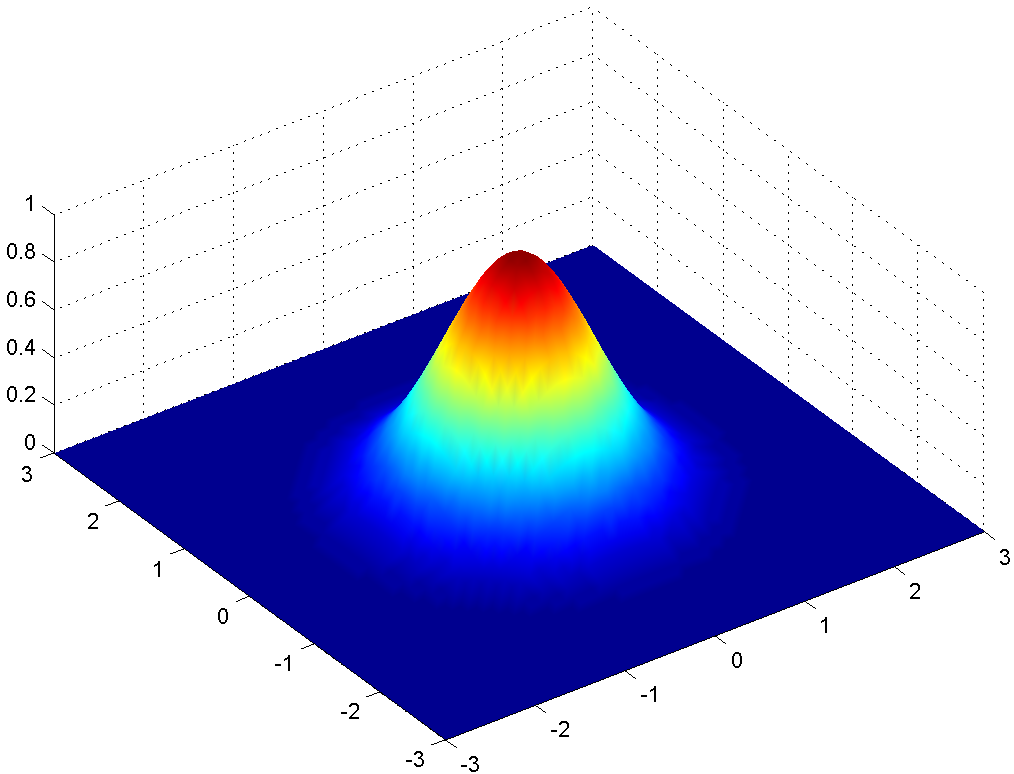
Una función gausiana bidimensional es un ejemplo de función de decrecimiento rápido, y por tanto, un elemento del espacio de Schwartz.

## Definición
El espacio de Schwartz o espacio de funciones de decrecimiento rápido {\displaystyle {\mathcal {S}}(\mathbb {R} ^{n})} definido sobre el espacio euclídeo {\displaystyle \mathbb {R} ^{n}} es el conjunto de funciones:

{\displaystyle {\mathcal {S}}\left(\mathbb {R} ^{n}\right)=\{f\in C^{\infty }(\mathbb {R} ^{n})\mid \forall \,\alpha ,\beta :\ \|f\|_{\alpha ,\beta }<\infty \},}

Donde:
{\displaystyle \alpha ,\beta \,} son multíndices (conjuntos ordenados de índices).
{\displaystyle C^{\infty }(\mathbb {R} ^{n})} es el conjunto de funciones reales suaves sobre {\displaystyle \mathbb {R} ^{n}}.
{\displaystyle \|\cdot \|} es una norma definida a partir de la norma del supremo como:

{\displaystyle \|f\|_{\alpha ,\beta }:=\|x^{\alpha }D^{\beta }f\|_{\infty }=\sup _{\mathbf {x} \in \mathbb {R} ^{n}}\left|x_{i_{1}}^{\alpha _{1}}\ldots x_{i_{m}}^{\alpha _{m}}{\frac {\partial ^{|\beta |}f}{\partial x_{j_{1}}^{\beta _{1}}\ldots x_{j_{k}}^{\beta _{k}}}}\right|}

Donde los números {\displaystyle \alpha _{i},\beta _{j}} son enteros positivos que satisfacen:

{\displaystyle \sum _{i=1}^{m}\alpha _{i}=|\alpha |,\qquad \sum _{j=1}^{k}\beta _{j}=|\beta |}

## Ejemplos de funciones enS(Rn){\displaystyle {\mathcal {S}}(\mathbb {R} ^{n})}
- Si {\displaystyle a,n>0\,}, entonces {\displaystyle x^{n}e^{-ax^{2}}\in {\mathcal {S}}(\mathbb {R} ^{n})}.
- Cualquier función suave de soporte compacto está en {\displaystyle {\mathcal {S}}(\mathbb {R} ^{n})}.

## Propiedades
- {\displaystyle {\mathcal {S}}} es un espacio de Fréchet sobre los números complejos {\displaystyle \mathbb {C} }.
- Por la regla de Leibniz se sigue que {\displaystyle {\mathcal {S}}(\mathbb {R} ^{n})} es cerrado bajo la multiplicación punto a punto, es decir, {\displaystyle f,g\in {\mathcal {S}}(\mathbb {R} ^{n})\Rightarrow h(x):=f(x)g(x)\in {\mathcal {S}}(\mathbb {R} ^{n})}.
- La transformada de Fourier es un automorfismo lineal acotado de {\displaystyle {\mathcal {S}}(\mathbb {R} ^{n})} en sí mismo.
- Para cualquier {\displaystyle 1\leq p\leq \infty }, se tiene que {\displaystyle {\mathcal {S}}\subset L^{p},} donde {\displaystyle L^{p}}({\displaystyle \mathbb {R} ^{n}}) es el espacio de funciones p-integrables en {\displaystyle \mathbb {R} ^{n}}. En particular, cualquier función de {\displaystyle {\mathcal {S}}} es una función acotada.[1]